# Asociación Italiana de Charata
La Asociación Italiana de Charata es una asociación deportiva de la ciudad de Charata. Fue fundada el 17 de julio de 1929, y desarrolla diversas actividades, entre ellas, baloncesto, rugby, tenis, vóley, hockey y bochas, entre otras.

## Historia
El básquetbol, deporte histórico de esta institución, la cual construyó su cancha en 1942 y su auge lo tuvo en la década del 50 cuando el quinteto italiano fue protagonista de inolvidables jornadas frente a su eterno rival: Hércules Basquetbol Club; Bullanguera, alegra, animada con gritos, pitos, y el golpe de latas y latones al equipo. Comandaba ese grupo Abraham Kats (hincha fanático), junto a los hermanos Burzuck, Guilañá, Torres, Pierrot, Casas, González, Coronel, Chulco Sosa, y Virgilio Ledesma. los hermanos sean unidos: algo no común ocurrió en Italiana en el período 1950 - 1963, los 5 hermanos Leguizamón, Héctor, Enrique, Ricardo, Roberto y Aldo, pertenecían al equipo de básquet alternándose a la primera y segunda división.
Los bochófilos: la primera cancha "Il giocco di boccia" fue el primer juego que comenzó a practicarse en Sociedad Italiana. En el año 1930 se construyó la primera cancha. Las bochas dieron numerosas satisfacciones y prestigio a nivel nacional, tanto por la calidad de los jugadores como por la obtención de importantes campeonatos nacionales. un maestro que sobresale es Juan Perrone, con una lista de innumerables nombres detrás de este. Los campeones argentinos: Roberto Maurino, Raúl Capra, Jorge Corigliani y Walter Antonelli, estarán por siempre en el Libro de Oro de Sociedad Italiana.
El campeonato argentino de bochas en charata: en abril de 1996, la Confederación Argentina de Bochas, adjudicó a esta institución la realización del 44 Campeonato Argentino Individual de Bochas, con representantes de 18 provincias, durante 5 días; llevándose el títulño de campeón el pampeano Hugo Garrone. un símbolo de la bochas: Eduardo Morassi, y ese título honorífico se lo ganó en buena ley por su humildad, por su trabajo permanente, por su hombría de bien, por amar el deporte y por enaltecerlo. rego: marca registrada de italiana: Werfil Rego, es un ejemplo en esta institución, desde 1947 fue directivo y paralelo a ello integró los equipos de basquetbol, técnico de la primera división, jugó a las bochas, y el alma mater del tenis; fue honrado con el título de Socio Honorífico Vitalicio. un recuerdo... don David Sartor, quien estuvo siempre integrando las diversas comisiones desde 1945, apoyó siempre la concreción de obras importantes para la proyección institucional. Tenis criollo: fue paralelo a la práctica intensiva que entre 1948 y 1965 se desarrollaba en la cancha de polvo de ladrillo, podemos recordar que el denominado tenis criollo fue una manifestación deportiva muy importante para esta institución . sobre ruedas: el ciclismo también estuvo ligado, como es el caso para la celebración del 4 de agosto(Aniversario del Club), con un recorrido a la vuelta de la Plaza Sarmiento (frente de la Institución). patinando... patinando: el patín fue un deporte que deleitó a grandes y a chicos en la década del 50 al 60. Impulsado por el inmigrante llegado de Sicilia, Italia; Rosario Scalone "el gringo", que improvisaba clases en la pista cuadrada. ¡arriba el telón!: el teatro integró las actividades de esta institución, en una época donde la televisión no existía y los radioteatros estaban en pleno auge. Eso ocurrió entre 1955 y 57 aprox. 
Entre los actores podemos nombrar a Eduardo Pochon, Delfina Albertí de Boglietti, Juana y Alicia Pereyra, Bartolomé Sánchez, Antonio Golob, Dorita Abrigo, José Coraza, entre otros. Obras como Las de enfrente, Todos eran mis hijos, M´hijo el Doctor, Las de Barranco y otras. El padre de la pileta: Carlos Alberto Fernández Favarón, presidente de la subcomisión pro-pileta de natación fue uno de los defensores acérrimos de esa obra. Don pepe: la última gloria italiana: fue el último de los primeros, era el último exponente de aquellos soñadores que estuvo en la asamblea fundacional de nuestro club. campeones provinciales: año 1990, se mereció este título, obteniendo el derecho de confortar en la segunda etapa con equipos de Corrientes, Formosa y Entre Ríos, el equipo estaba formado por la fusión de Asociación Italiana y Asocoación Española. reliquia: la primera construcción gestada por el consejo directivo el 10 de enero de 1932, que sirvió de vivienda personal para el cuidador de las instalaciones de la entidad, sintió fuerte y duro el impacto de la piqueta. Este albergue permitió cobijar a distintas familias que custodiaban a las instalaciones y por más de 60 años se transformó en sala de esparcimiento.
Allí acudían diariamente de distintas clases sociales del medio y la región, al encuentro de amigos que compartían una exuberante cena para culminar con una "motorizada", "pase inglés", "chinchón", "loba", "ferro".- bailes: tradición fue siempre y desde su fundación la realización de bailes sociales, de manera especial para la fecha aniversario del club, fiestas patrias, y de fin de año. Hasta la década del 70, con severidad rigió la norma del uso de saco y corbata para los hombres. Un estricto control de esta regla indumentaria, permitía o no el acceso al festival. Se distinguía de otras entidades por su rango social. Los tiempos fueron superándose y las reglas protocolares quedaron sin efecto. Angelo: muchas de aquellas épocas (1935 - 70) recordarán al controvertido italiano de pura cepa "Angelo Bartolini". Un tano de "pocas pulgas". Gráfico como es costumbre en el italiano. Forma de hablar y decir cosas "gritando". Alto, robusto y de buen parecer. Fue integrante de la Comisión Directiva en los albores de su fundación, luego encargado del club y custodio de sus bienes por muchos años. Asiduo jugador de "chinchón" en las mesas tendidas debajo de las frondosas arboledas de la denominada "pista cuadrada". 
Entre partidos y cervezas con los hermanos Sogne, Escalante, Torres, Fernández, Gino, Vattolo, Guido y David Sartor, Urinovsky y otros, ejerció las veces de concesionario de la cantina. Acta Fundacional... En Charata, Territorio Nacional del Chaco, a los cuatro días del mes de agosto de 1929, reunidos los vecinos italianos que al final firman, en el local del doctor Guido J. Blotti, siendo las quince horas, declaran haberse reunido en Asamblea con el fin de constituir o fundar una Sociedad Italiana de Socorros Mutuos en este pueblo. Abierta la Asamblea que preside el señor Anzelmo Zoilo Duca, se resuelve votar para elegir los miembros que compondrán la primera comisión directiva de la Sociedad.
```
Y acto continuo se procedió a la votación, resultando electo por mayoría las personas siguientes, presentes en el acto. | Presidente: Luis A. Ghiglione | Vicepresidente: Pedro Címbaro Canella | Secretario: Luis Matti | Prosecretario: Domingo Vietto | Tesorero: Antonio Masau | Protesorero: Bautista Trólogo | Vocales: Ernesto Buschi, Ricardo Sogne, Juan Da Venezia, Luis Sciangula, José Censabella | Revisores de Cuentas: Gino Boaria, Carlos Passano, Juan Boglietti Leído que fue resultado de la elección que es el expresado, se declara constituida la institución, denominándola: "Societá Italiana Di Mutuo Soccorso", dándose con ello por terminada la Asamblea, labrándose la presente acta de fundación, siendo las diez y siete horas, del día mes y año indicados al principio. 
```

Los que estuvieron en la Asamblea inicial fueron: Luis Ghiglione, Antonio Masau, Ernesto Buschi, Josçe Frontalini, Martín Stival, Antonio Ferraro, Luigi Sciangulas, Daniel Zózzoli, Carlos Somaviglia, Luis Matti, Juan Da Venezia, Juan Ghiglione, Carlos Pesano, José Ballarini, Bartolomé Ferronato, José Braidot, Guillermo Bazza, José Bazza, Emilio Mazzetti, Pedro Ripari, Domingo Vietto, José Censabella, Gino Boaría, Juan Boglietti, José Biotti, Juan Domingo Trólogo, Ricardo Sogne, Santos Ferraro, Gino Váttolo, Pedro Címbaro Canella, Bautista Trólogo, Anselmo Zoilo Duca, además de quienes ya figuran en la comisión directiva.
Italiana es el único equipo Chaqueño en ser campeón de un Campeonato Argentino de Clubes de Categorías Formativas, logro conseguido en 2019, en la Categoría U19. Ese plantel era dirigido por el ex jugador Mauro Aleksandrowicz, y algunos nombres que lo componían eran Augusto Duarte, David Veliz, Tomas Ferraro, Marcelo Casares, etc.